# Cha In-ha
Cha In-ha (* 15. Juli 1992 als Lee Jae-ho; † 3. Dezember 2019) war ein südkoreanischer Schauspieler und Popsänger.

## Leben
Cha In-ha gab sein Schauspieldebüt 2017 im Kurzfilm You, Deep Inside of Me. Im gleichen Jahr gründete die Unterhaltungsagentur Fantagio die aus fünf Schauspielern bestehende Boygroup Surprise U mit Cha In-ha als einem der Mitglieder. Die Gruppe veröffentlichte eine EP. Danach hatte er diverse weitere Auftritte in Fernsehshows, Kurzfilmen und Webserien. Eine Hauptrolle hatte er unter anderem in der Webserie Miss Independent Jieun 2. In der Serie Temperature of Love mimte er einen Restaurantmitarbeiter. In Wok of Love sah man ihn als Mitglied der Big Dipper Gang, der zu einem Meister in der Herstellung von Teigtaschen aufstieg.
Im gleichen Jahr trat er in der Rolle des Hwang Ji-yong in der KBS2-Serie Are You Human? in Erscheinung und war ebenfalls 2018 als Hwang Jae-min in der auf JTBC ausgestrahlten Fernsehserie Clean with Passion for Now (Erstmal sauber mit Leidenschaft) zu sehen. 2019 wurde von MBC die Serie The Banker – in den Hauptrollen unter anderem mit Kim Sang-joong, Chae Shi-ra, Yoo Dong-geun und Kim Tae-woo – in 32 Episoden ausgestrahlt; Cha In-ha mimte darin den Angestellten Moon Hong-joo. Eines der letzten Projekte, an denen er mitgewirkt hatte, war die Serie Love with Flaws, die am 27. November 2019 ihre Fernsehpremiere hatte.
Sieben Tage nach dem Serienstart wurde Cha In-ha am 3. Dezember 2019 im Alter von 27 Jahren tot in seiner Wohnung aufgefunden. Die Todesursache ist nicht bekannt.

## Filmografie
- 2017: You, Deep Inside of Me (내 마음 깊은 곳의 너 Nae Maeum Gipeun Got-ui Neo, Kurzfilm der Reihe Beginning)
- 2017: Miss Independent Jieun 2 (아이돌 권한대행 Idol Gwonhandaehaeng, auch bekannt als Idol Fever)
- 2017: Temperature of Love (사랑의 온도)
- 2018: Wok of Love (기름진 멜로)
- 2018: Are You Human? (너도 인간이니?)
- 2018: Clean with Passion for Now (일단 뜨겁게 청소하라!!, deutscher Titel auch: Erstmal sauber mit Leidenschaft)
- 2019: The Banker (더 뱅커)
- 2019: Love with Flaws (하자있는 인간들)